# Epipactis fageticola
Epipactis fageticola är en orkidéart som först beskrevs av Carlos Enrique Hermosilla, och fick sitt nu gällande namn av Devillers-tersch. och Pierre Devillers. Epipactis fageticola ingår i släktet knipprötter, och familjen orkidéer. Inga underarter finns listade i Catalogue of Life.